# 殺人狂時代 (1967年の映画)
『殺人狂時代』（さつじんきょうじだい）は、1967年に公開された東宝製作の日本映画。白黒。

## 概要

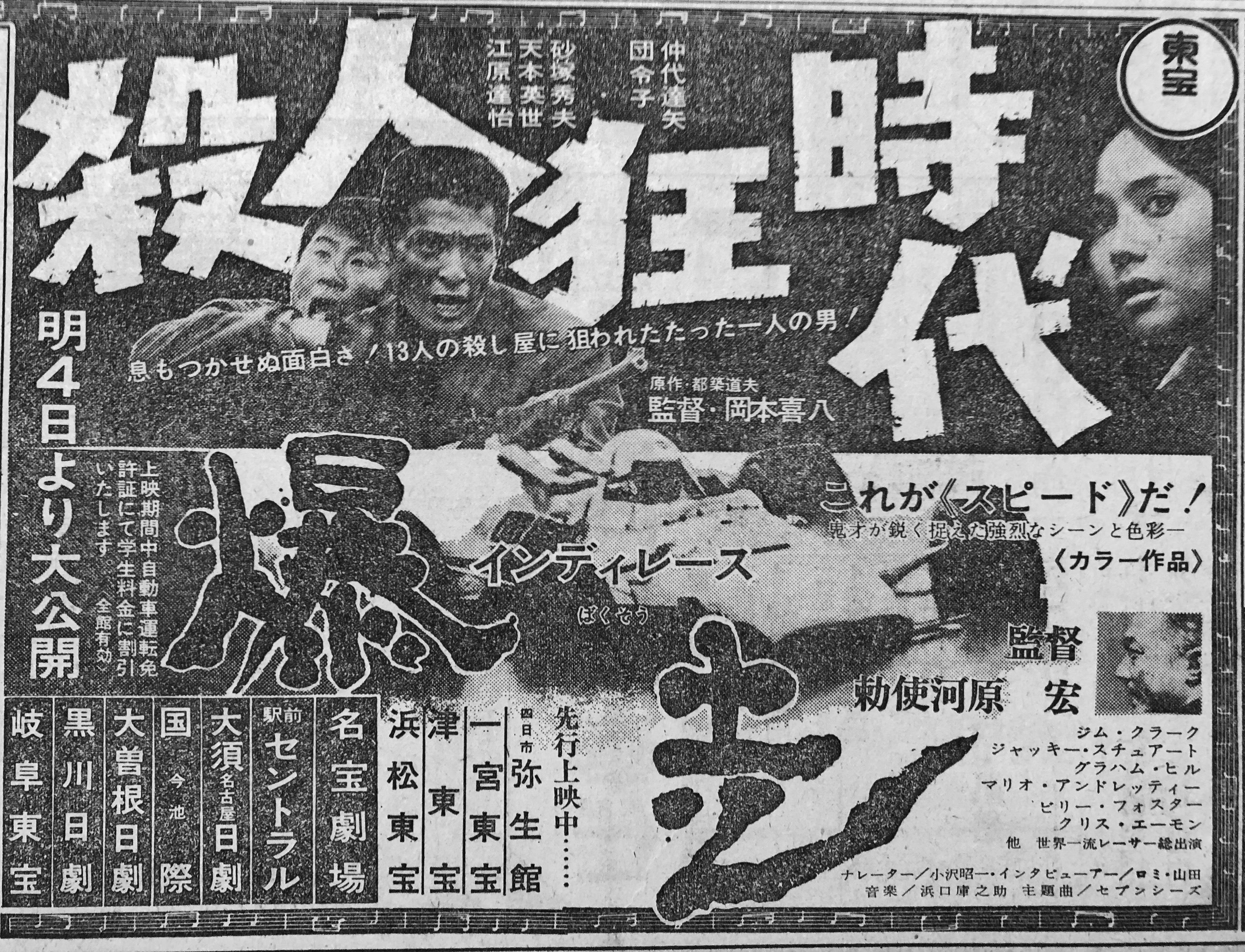
新聞広告。併映は勅使河原宏監督の『インディレース 爆走』。

もともとは日活で映画化されていた企画だったが、諸般の事情でボツとなり、権利を東宝が買い取って、小川英・山崎忠昭による日活ロゴマーク入りのシナリオを渡された岡本監督がシナリオに手直しを加えた上で1966年に製作・完成した。ところが東宝上層部の判断により公開直前でお蔵入りとなる。これを受けて、『映画評論』1966年12月号に中原弓彦の論考「『殺人狂時代』はなぜ上映されないか」が掲載される。中原は「全篇に漲る狂気が岡本さんの孤独を語っている」「オクラ入りの理由は、多少の毒と狂的な部分があるため、としか考えられない。本誌にのったシナリオも好評だったが、岡本喜八みずからシナリオを直した映像は、私の予想を上まわっていた」と書いた。
そして1967年2月4日に特に宣伝もされずひっそりと公開された。併映には、あまり集客が見込めないドキュメンタリー作品（「インディレース・爆走」。監督：勅使河原宏）がつけられた。また、公開された時期が1年でもっとも映画館から客足が遠のく2月だったこともあり、結果として興行は東宝始まって以来の最低記録となった。岡本監督も非常に落ち込んだという。
1980年代にリバイバル上映でようやく評価され、今なおカルト映画として人気がある。作中、現在では放送禁止用語に指定されている「きちがい」が飛び交うため、テレビで放送されることはほとんどない。WOWOWで放送された際には、その用語は消音処理された。
原作とは桔梗の設定や後半の展開が変えられており、溝呂木の扱いが大幅に膨らんでいる。ド近眼でマザコンで偶然のように敵を倒していく桔梗、奇抜なギミックを見せびらかしながら勝手に自滅していく殺し屋たち、という喜劇的対決を速いテンポで見せ、ブラックな殺しの場面にも明るいカンツォーネを流すなどのロマンティック・スリラーの趣向である。
同じ原作は1980年代にNHK名古屋でラジオドラマ化された。その際のキャストは、桔梗＝中尾彬、啓子＝児島みゆき、ビル＝せんだみつお。映画よりかなり原作に忠実だが、殺し屋たちが皆名古屋弁であり、一方の桔梗はかなり颯爽としてる。

## ストーリー
精神病院を経営する溝呂木省吾（天本英世）のもとへ、かつてナチスで同志だったブルッケンマイヤーが訪れる。彼の所属する秘密結社は溝呂木の組織する「大日本人口調節審議会」への仕事依頼を検討しているという。「審議会」は人口調節のために無駄と判断した人間を秘密裡に殺すことを目的としており、溝呂木は入院患者たちを殺人狂の殺し屋に仕立て上げていたのだ。
ブルッケンマイヤーは仕事依頼へのテストとして電話帳から無作為に選出した3人の殺害を要求した。殺害対象の1人として指名されたのは犯罪心理学の大学講師 ・桔梗信治（ききょう しんじ、仲代達矢）。水虫に悩む冴えない中年男である。桔梗は自宅アパートで「審議会」の刺客である間淵という男に命を狙われるが、偶然にも返り討ちにしてしまう。警察にこの件を届けた桔梗だが、部屋に戻ると間淵の死体は消えていた。
桔梗はたまたま知り合ったミステリー記者の鶴巻啓子（団令子）、車泥棒の大友ビル（砂塚秀夫）と共に、桔梗を狙う「審議会」の刺客達と対決することとなる。一方、ブルッケンマイヤーの言動に不審を抱いた溝呂木は彼を拷問し、目的が桔梗1人であること、その背景には大戦中に紛失したダイヤモンド「クレオパトラの涙」が絡んでいることを探り出す。
命を狙われる桔梗は幸運に恵まれて次々刺客を返り討ちにするが、啓子が溝呂木に捕らわれてしまう。啓子を救出する決意を固め、命懸けの闘いをする桔梗とビル。その桔梗の前に遂に溝呂木が現れ、驚くべき事実を告げる。8歳の頃、少年使節としてナチスの支配するドイツへ渡った桔梗は、滞在中に負傷した肩にダイヤを縫い込まれていたのだ。啓子が捕らわれる病院に同行した桔梗は、溝呂木との一対一の決闘に挑む。

## スタッフ
- 監督：岡本喜八
- 製作：田中友幸、角田健一郎
- 原作：都筑道夫（「飢えた遺産」※ 現在は「なめくじに聞いてみろ」）
- 脚本：小川英、山崎忠昭、岡本喜八
- 撮影：西垣六郎
- 美術：阿久根巌
- 録音：渡会伸
- 照明：西川鶴三
- 音楽：佐藤勝
- 整音：下永尚
- 編集：黒岩義民
- 監督助手：渡辺邦彦
- 技斗：久世竜

## キャスト
- 桔梗信治（ききょう しんじ）：仲代達矢
- 鶴巻啓子（つるまき けいこ）：団令子
- 大友ビル（おおとも びる）：砂塚秀夫
- 溝呂木省吾（みぞろぎ しょうご）：天本英世
- 池野（いけの）：滝恵一
- 義眼の女：富永美沙子
- 松葉杖の男：久野征四郎
- 間渕憲作（まぶち けんさく、トランプの殺し屋）：小川安三
- 仕込み傘の殺し屋：沢村いき雄
- 青地光（あおち ひかる、小松の部下で鞭の殺し屋）：江原達怡
- 小松弓江（こまつ ゆみこ、霊媒を自称する催眠術師）：川口敦子
- サラリーマン風の男、オバQ：大前亘（2役）
- ラーメン屋の出前持ち、アトム：伊吹新（2役）
- シェフ、ソラン：長谷川弘（2役）
- 仕立屋、パピィ：二瓶正也（2役）
- 安（やす）：大木正司
- 秀（ひで）：樋浦勉
- 編集長（鶴巻の上司）：草川直也
- ホステス：南弘子
- 大柄な女：深井聡子
- 小柄な女：丘照美
- コールガール：森今日子
- 笑う狂人：中山豊
- 咆える狂人：山本廉
- 羽織袴の狂人：土屋詩朗
- ウインクする狂人：浦山珠実
- 団扇太鼓の狂人：出雲八恵子
- 首の長い男：宇野晃司
- 酒場の客：西条康彦、阿知波信介、木村豊幸、関田裕、宮田芳子
- 駅員：権藤幸彦
- アベックの娘：水沢有美
- 編集部員：清水良二
- 秒読みの隊員：緒方燐作
- ブルッケンマイヤー：ブルーノ・ルスケ ※ノンクレジット

※ノンクレジット
- 交番の警官：奈良優一
- 酒場の客：古河秀樹
- 待ち合わせの男： 木浪 茂
- 酒場の客：記平佳枝, 毛利幸子
- 精神病院の患者： 小杉昇司, 安芸津 広, 鈴木治夫, 川又由希夫, 加藤茂雄
- 野次馬：天見功, 鈴川二郎, 成田 孝
- 新宿駅の男： 渋谷英男, 吉田静司, 河辺昌義, 夏木順平, 松下正秀, 生方壮児
- 酒場の客：佐藤功一, 宇留木康二, 大仲涌治, 門脇三郎, 須田準之助
- バーテンダー: 伊藤實, 橘正晃, 大塚秀男, 砂川繁視
- ヒンケル博士: アンドリュー・ヒューズ
- バスの乗客: 勝部義夫